# Aérodrome de Neufchâteau
L’aérodrome de Neufchâteau (code OACI : LFFT) est un aérodrome civil, ouvert à la circulation aérienne publique (CAP), situé sur les communes de Neufchâteau et Rollainville dans les Vosges (Lorraine).
Il est utilisé pour la pratique d’activités de loisirs et de tourisme (aviation légère).

## Histoire
L'aérodrome de Neufchâteau-Rouceux a été créé sur les communes de Rouceux et Rollainville et officiellement ouvert le 3 novembre 1959.
Neufchâteau ayant fusionné avec la commune de Rouceux le 1er janvier 1965, l'aérodrome a été renommé aérodrome de Neufchâteau.
L'aérodrome, anciennement à usage restreint, a été ouvert à la circulation aérienne publique (CAP) le 22 décembre 2008.

## Installations
L’aérodrome dispose d’une piste en herbe orientée nord-sud (01/19), longue de 780 mètres et large de 100.
L’aérodrome n’est pas contrôlé. Les communications s’effectuent en auto-information sur la fréquence de 123,500 MHz.
S’y ajoutent :
- une aire de stationnement ;
- des hangars[5].

## Activités
- Club ULM les oiseaux sauvages